# グス型エアクッション揚陸艇
グス型エアクッション揚陸艇（Gus-class LCAC）は、ソ連・ロシアで建造・運用されたエア・クッション型揚陸艇。公称船型は1205型「スカット」エアクッション上陸船（Десантные катера на воздушной подушке проекта 1205 «Скат»）。「グス」はNATOコードネームで、ロシア語でガチョウ（гусь）を意味する。

## 開発
ソ連海軍は1930年代から高速を発揮するホバークラフトの軍用化を模索し、試作を続けていた。1969年、ソ連海軍省はアルマース中央海洋設計局に揚陸用ホバークラフトの設計を指示し、主任設計者L・V・オジモフとV.A.リトビネンコ二等艦長が設計を行った。

## 設計
グス型エアクッション揚陸艇は民間向けのホバークラフトを元に製造された、ソ連初の量産型エア・クッション型揚陸艇である。
操舵室は艦体前方中央にあるが、操舵室が2ヶ所ある練習艇もある。兵員室は艦体中央にあり、左右舷に2ヶ所ある昇降口から乗下艦する。
固有の兵装は無いが、歩兵用の兵装であるAGS-17擲弾発射器1丁とPKT機関銃2丁を搭載した艇もあった。

## 運用

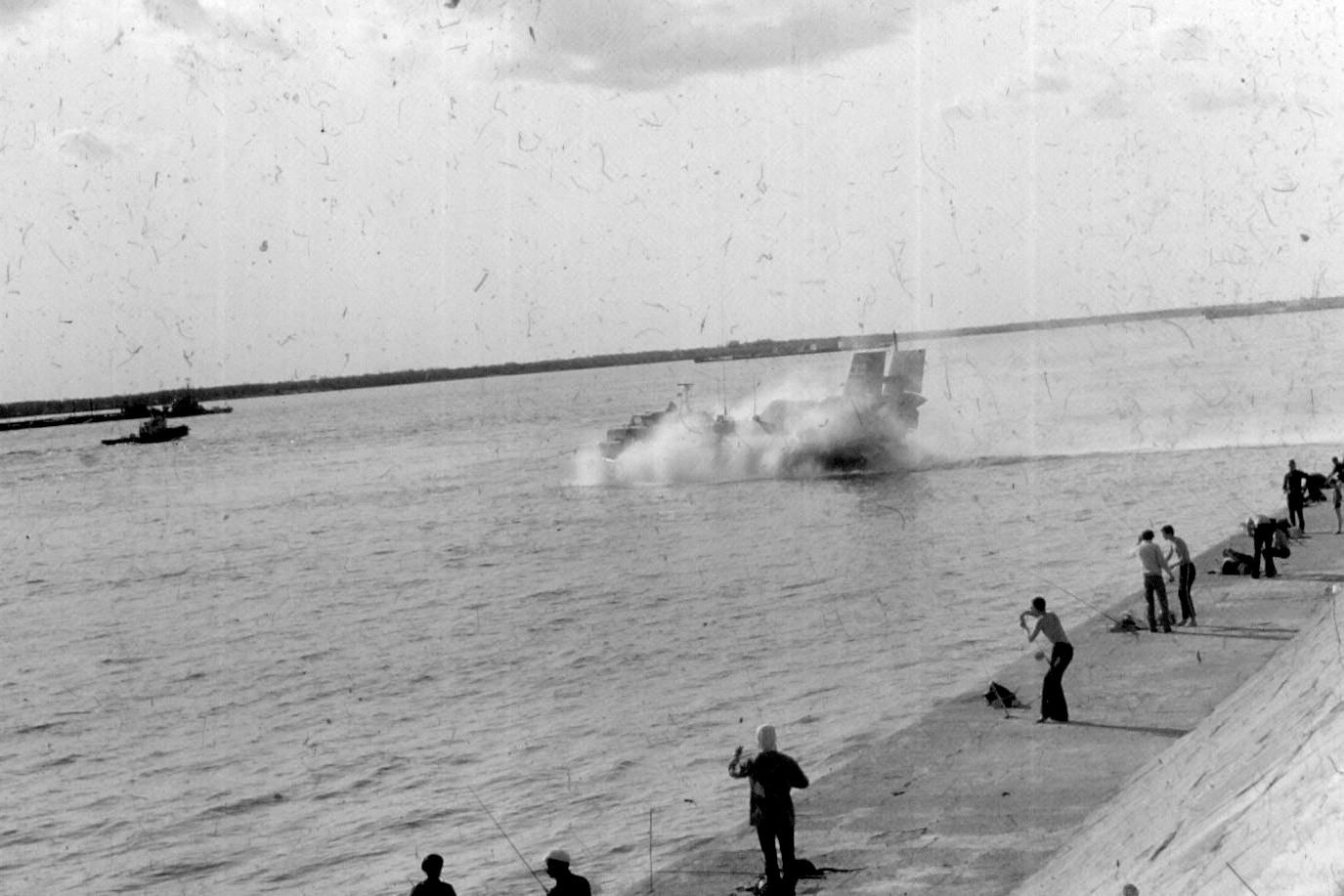
アムール小艦隊で航行中のグス型エアクッション揚陸艇（1982年）

グス型エアクッション揚陸艇は、レニングラード（現・サンクトペテルブルク）のプリモルスキー造船所（現・アルマース造船会社）で4隻、フェオドシヤのモーリエ造船所で19隻、ゼレノドリスクのA・M・ゴーリキー記念ゼレノドルスク工場で6隻など、合計32隻が建造された。本型はバルチック艦隊と黒海艦隊、太平洋艦隊、カスピ小艦隊に配備され、後に太平洋艦隊の艇は中国と国境を接するアムール小艦隊に再配備された。
1990年4月19日の5隻を皮切りに退役が始まり、2007年の時点で3隻のみ在籍していた。同年6月22日にD-338とD-357（艦番号：634）が退役して全艇が退役した。